# 原田敬子
原田 敬子（はらだ けいこ、1968年4月17日 - ）は、日本の作曲家。大阪府出身。2011年より、東京音楽大学准教授。

## 経歴
桐朋学園大学作曲科在学中の1988年より8年間にわたり、ダルムシュタット夏季現代音楽講習会に参加。その後、国際交流基金や日本カナダ芸術基金を得て欧州や北米の音楽祭や大学に招かれる。作曲を川井学、三善晃、藤原嘉文、山田光生、ブライアン・ファーニホウに師事。
第62回日本音楽コンクール第1位、1993年度安田賞、E.ナカミチ賞、山口県知事賞、2001年度芥川作曲賞、第22回中島健蔵音楽賞、第57回尾高賞などを受賞。作品は、国内外の音楽祭で多数演奏されるほか、世界各地の演奏団体や演奏家からの委嘱も多い。また、コンサートの企画や演劇・ダンスなど異分野とのコラボレーションにも精力的に取り組んでいる。最近では映画『鏡の女たち』（吉田喜重監督）やク・ナウカシアターカンパニー『欲望と言う名の電車』（2002年）の音楽を担当した。デビュー時は年に数作をコンスタントに発表し多作であった。2010年代に入ってもピアノ独奏曲を含む室内楽を最も得意としている。

## 主な作品
- VARIATIONS　7人の奏者のための（1993）
- 響きあう隔たりII　ギターと11楽器のための（1997）
- Heavy Wood　5人の奏者のための（1998）
- BONE+　アコーディオンのための（2001）
- 響きあう隔たりIII　4独奏者と管弦楽のための（2001）
- トリプル・ケイデンス　2台ピアノのための（2003）
- ストラクチャード・インプロヴィゼーションI-X（2004-05）
- 第3の聴こえない耳II-b'（2004）
- 触媒　25人のソリストのための（2007）
- 奄美市民歌 〜輝く未来へ〜（2021）